# Trond Hoftvedt
Trond Hoftvedt (Oslo, 30 maggio 1941) è un ex calciatore norvegese, di ruolo centrocampista.

## Carriera
Hoftvedt giocò per il Frigg, prima di passare agli svedesi dello IFK Stoccolma. Dal 1967 al 1969, fu in forza agli statunitensi degli Oakland Clippers con cui vinse la NPSL 1967. Tornò poi in patria e, dal 1974 al 1975, giocò per il Vålerengen.

## Palmarès
- NPSL I: 1

Oakland Clippers:1967